# Błażejewice
Błażejewice – wieś w Polsce położona w województwie łódzkim, w powiecie rawskim, w gminie Biała Rawska. 
Wieś wspominana w 1434 r. jako Blazeyewicze.
Na terenie wsi istnieje Szkoła Podstawowa im. Bohaterów Powstania Warszawskiego.
W latach 1975–1998 miejscowość administracyjnie należała do województwa skierniewickiego.